# Хайнрих I (Анхалт)
Вижте пояснителната страница за други личности с името Хайнрих I.
Хайнрих I фон Анхалт (на немски: Heinrich I von Anhalt; * ок. 1170; † 1252) от род Аскани е княз на Анхалт (1212 – 1252).
Той е първият син на Бернхард III от Саксония (1140 – 1212), херцог на Саксония и граф на Анхалт (Аскания) и на Бригита от Дания, дъщеря на крал Кнут V от Дания (или на Юта Полска).
След смъртта на баща му Бернхард III през 1212 г. страната е поделена, както е прието при Асканите, между двата му сина: Хайнрих поема управлението като княз в Анхалт и Албрехт (1175 – 1260) поема като херцог саксонската територия.
През 1215 г. Хайнрих се нарича Княз в Анхалт. От 1218 г. Хайнрих е издигнат на княз, взема участие на дворцовите събрания на Фридрих II и сече монети.
Най-известният му министериал е Ейке фон Репгов (1180 – след 1233), който пише Sachsenspiegel. Хайнрих I е също автор на минезингер.
След смъртта на Хайнрих I неговите синове си поделят през 1252 г. управлението.
- Хайнрих II, „Дебелия“ става княз на Анхалт-Ашерслебен,
- Зигфрид I последва баща си в управлението на Анхалт-Цербст и
- Бернхард I управлява в Анхалт-Бернбург.

## Семейство и деца
Хайнрих I се жени 1211 г. за Ирмгард от Тюрингия (* 1196, † 1244), дъщеря на ландграф Херман I от Тюрингия (1155 – 1217) и втората му съпруга София фон Вителсбах (1170 – 1238), дъщеря на херцог Ото I от Бавария. Те имат децата:
1. Хайнрих II, „Дебелия“ (* 1215, † сл. 12 юни 1266), княз на Анхалт-Ашерслебен
2. Юдит или Юта († сл. 14 май 1277), омъжена на 10 март 1233 г. за Николаус I фон Верле (* 1210, † 14 май 1277)
3. София († 23 ноември 1272), омъжена I. за херцог Ото I от Мерания († 7 май 1234), II. за граф Зигфрид I фон Регенщайн († 12 март 1240/1245), и III. за Ото III фон Хадмерслебен Млади († 1280)
4. Бернхард I (* 1260, † 26 декември 1323), княз на Анхалт-Бернбург
5. Алберт († 1245), францискански монах
6. Херман († 1289), канон в Халберщат
7. Магнус († 18 юни 1264), канон в Магдебург
8. Ото († 19 юли 1246), канон в Магдебург
9. Зигфрид I (* 1230; † 25 март 1298), княз на Анхалт-Цербст
10. Хедвиг († 21 декември 1259), омъжена на 8 май 1242 за Болеслав II Рогатка, княз на Силезия и Лигниц-Глогау
11. Гертруд († 1275), абатиса на Гернроде (1260 – 1275).